# Stockum (Sundern)
Stockum ist mit Seidfeld und Dörnholthausen ein Stadtteil der Stadt Sundern (Sauerland) im Hochsauerlandkreis, Nordrhein-Westfalen.

## Lage
Der Ort liegt südlich von Sundern im Naturpark Sauerland-Rothaargebirge. Durch den Ort führt die Landesstraße 842. Der Sorpesee liegt 2 km entfernt. Östlich befindet sich das Landschaftsschutzgebiet Schwermecke.

## Geschichte
Die Ablagerungen des Stockumer Kalkes (Kalklinsen) am spitzen Kahlenberg entstanden vor etwa 345 Millionen Jahren zwischen dem Karbon und dem Devon.
Etwa 100 vor Christus bestand hier eine eisenzeitliche Siedlung in der Dörenschlade. Bei Grabungen im Jahr 1959 wurden hier unter einer einem Meter starken Schicht aus Gehängelehm dunkle Stellen mit Holzkohle, hitzegeröteter Lehm, ein großer brotlaibförmiger Getreidereibstein, sowie zahlreiche handgemachte rotbraune Topfscherben gefunden.
Stockum wurde im Jahre 976 erstmals urkundlich erwähnt und zwar in einer Schenkungsurkunde des Kölner Erzbischofs Warin von Köln, der das Rittergut Stockum an das Andreasstift zu Köln schenkte. Die Pfarrkirche St. Pankratius wurde in der Mitte des 13. Jahrhunderts errichtet, aus derselben Zeit stammt auch das romanische Kreuz. Die Ritter von Neheim übernahmen 1272 das Lehen des Andreas-Stiftes. Hagen und Sundern wurden 1310 vom Kirchspiel Stockum abgetrennt. Das Gericht Stockum wurde erstmals 1346 erwähnt, es handelte sich hier um ein Kirchspielgericht. Zusammen mit der Grafschaft Arnsberg fiel der Ort 1368 an Arnsberg. Ein Bernd baven dem Dorpe fungierte 1482 als Freigraf in der Freigrafschaft Stockum. Die Ritter von Neheim verkauften 1494 ihr Eigengut und das Recht auf das Lehngut an den Freiherren von Plettenberg zu Lenhausen. Christian Johann Freiherr von Plettenberg erwarb 1797 den Lehnsbesitz, er wurde Herr auf Stockum, einem freialdeligen Rittergut. Das Gericht Stockum wurde 1807 wieder aufgelöst. Zusammen mit dem ehemaligen Herzogtum Westfalen kam Stockum 1815 in das Königreich Preußen. Die Gemeinde Stockum kam in preußischer Zeit zum Amt Allendorf, das ab 1905 in Amt Sundern umbenannt wurde. 1899 wurde in Stockum mit einer Wasserkraftanlage der erste Strom im heutigen Stadtgebiet von Sundern erzeugt.
Im April 1945 lag der Stab des LXXXI. Armeekorps der Wehrmacht unter General der Infanterie Friedrich Köchling kurzzeitig bei Dörnholthausen. Am 9. April blieb ein deutscher Panzer vom Typ Königstiger, damals stärkster Panzer der Wehrmacht, auf der Dorfstraße in Dörnholthausen wegen Kettenschaden liegen. Als am 12. April Truppen der US-Army anrückten, wurde der Panzer mit einer Sprengpatrone unbrauchbar gemacht und aufgegeben. Kampflos rückten US-Soldaten der 7. US-Panzerdivision mit Sherman-Panzern und Jeeps im Dorf ein. Der deutsche Panzer wurde dabei in Brand geschossen. Ein US-Bulldozer schob den brennenden Panzer später von der Straße. In den folgenden Jahren wurde der Panzer ausgeplündert und später auch mit Schneidbrennern Stahlplatten aus dem Panzer geschnitten. Ein Schreiben belegt, dass am 23. September 1948 immer noch das Panzerwrack, drei PKW-Wracks und Reste von zwei Flakgeschützen im Gemeindegebiet von Stockum lagen.
Am 1. Januar 1975 wurde Stockum im Rahmen der kommunalen Neuordnung nach Sundern (Sauerland) eingemeindet.

## Politik

### Wappen
| Wappen der ehemaligen Gemeinde Stockum | Blasonierung: Von Schwarz und Silber gespalten, vorn eine goldene Krone über einem aufgerichteten goldenen Schwert, hinten ein durchgehendes schwarzes Kreuz. Beschreibung: Krone und Schwert sind Wahrzeichen des Heiligen Pankratius, des Patrons der Pfarrkirche zu Stockum. Das Kreuz verweist auf die frühere Zugehörigkeit des Ortes zum Kurfürstentum Köln. Die amtliche Genehmigung des Wappens erfolgte am 21. April 1961. |

## Sehenswürdigkeiten

Panoramablick auf Stockum

- Wahrzeichen ist der schiefe Kirchturm der sehenswerten kath. Pfarrkirche St. Pankratius aus dem 11. Jahrhundert mit dem romanischen Kreuz sowie dem romanischen Taufstein aus dem 12. Jahrhundert. Die Kirche besitzt im Westturm ein zehnstimmiges Geläut, darunter drei Glocken aus dem 12. Jahrhundert, eine aus dem 15. Jahrhundert und eine aus dem 16. Jahrhundert.
- Zur denkmalgeschützten Kapelle Leiden Christi führt ein Kreuzweg.
- In der Kapelle von Dörnholthausen hing ebenfalls, eine wahrscheinlich vom gleichen Gießer stammende Glocke, die früher einmal zum Stockumer Geläute gehörte. Die Kapelle untersteht dem Patrozinium des Hl. Martinus. Der Dorfschäfer Heinrich Reuter und seine Frau hatten 1611 auf dem Dettmar in Dörnholthausen der Kapelle 12 Taler geschenkt, damit ihrer am Martinitag gedacht wurde. Die erste Messe wurde 1711 gelesen. Die Glocke von 1200 wurde 2016 an die Stockumer Kirche zurückgegeben.
- Das Kreuz auf dem Bergmer war verfallen und so wurde zu Beginn des 20. Jahrhunderts die Bergmerkapelle errichtet. Das Gebäude wurde am 9. November 1919 eingeweiht. Der quadratische Turm wirkt gedrungen, die Wände der Kapelle sind durch Rundbogenfenster gegliedert.
- Sehenswert ist auch die kleine Kapelle im Seidfeld

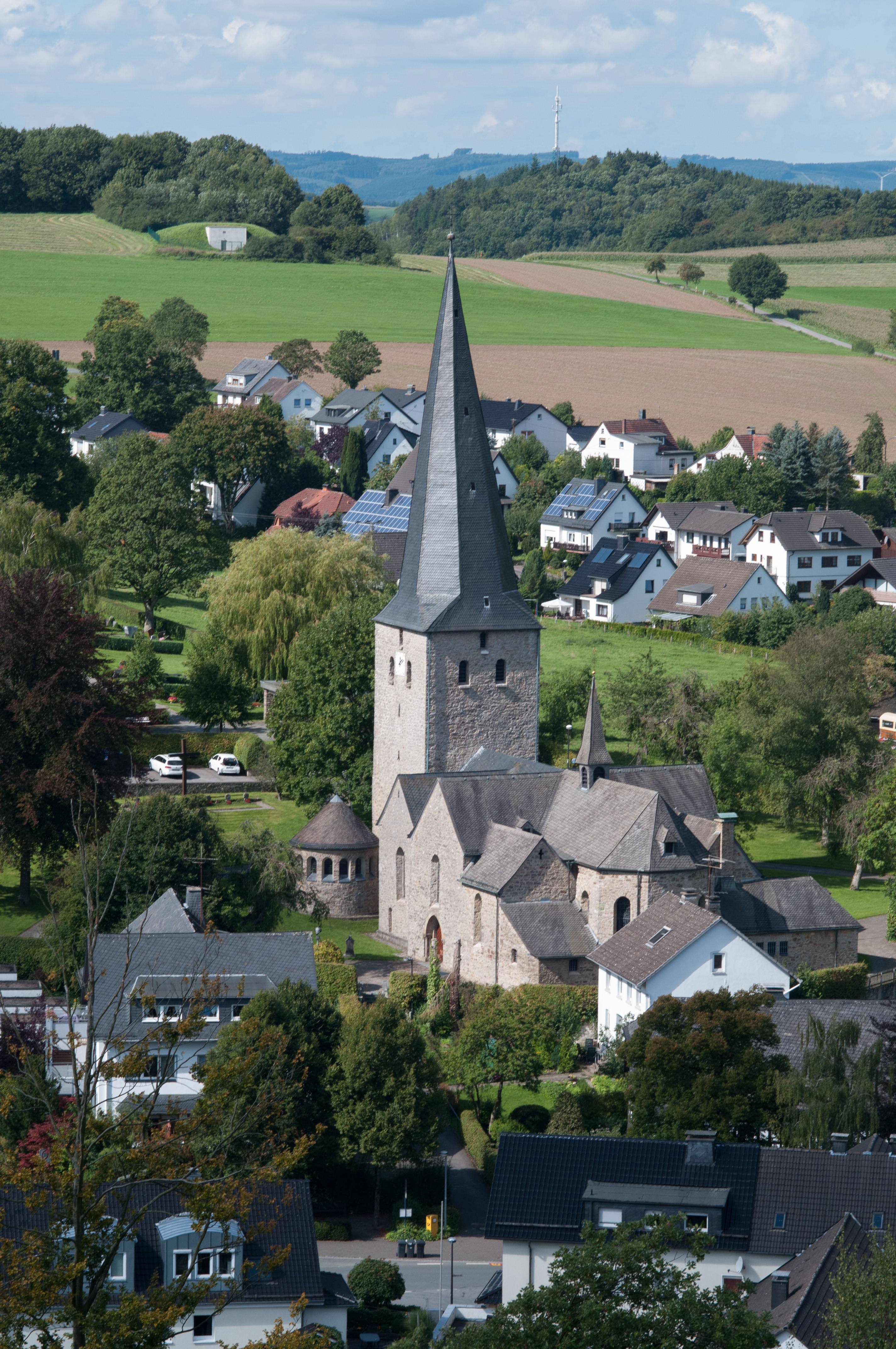
St. Pankratius
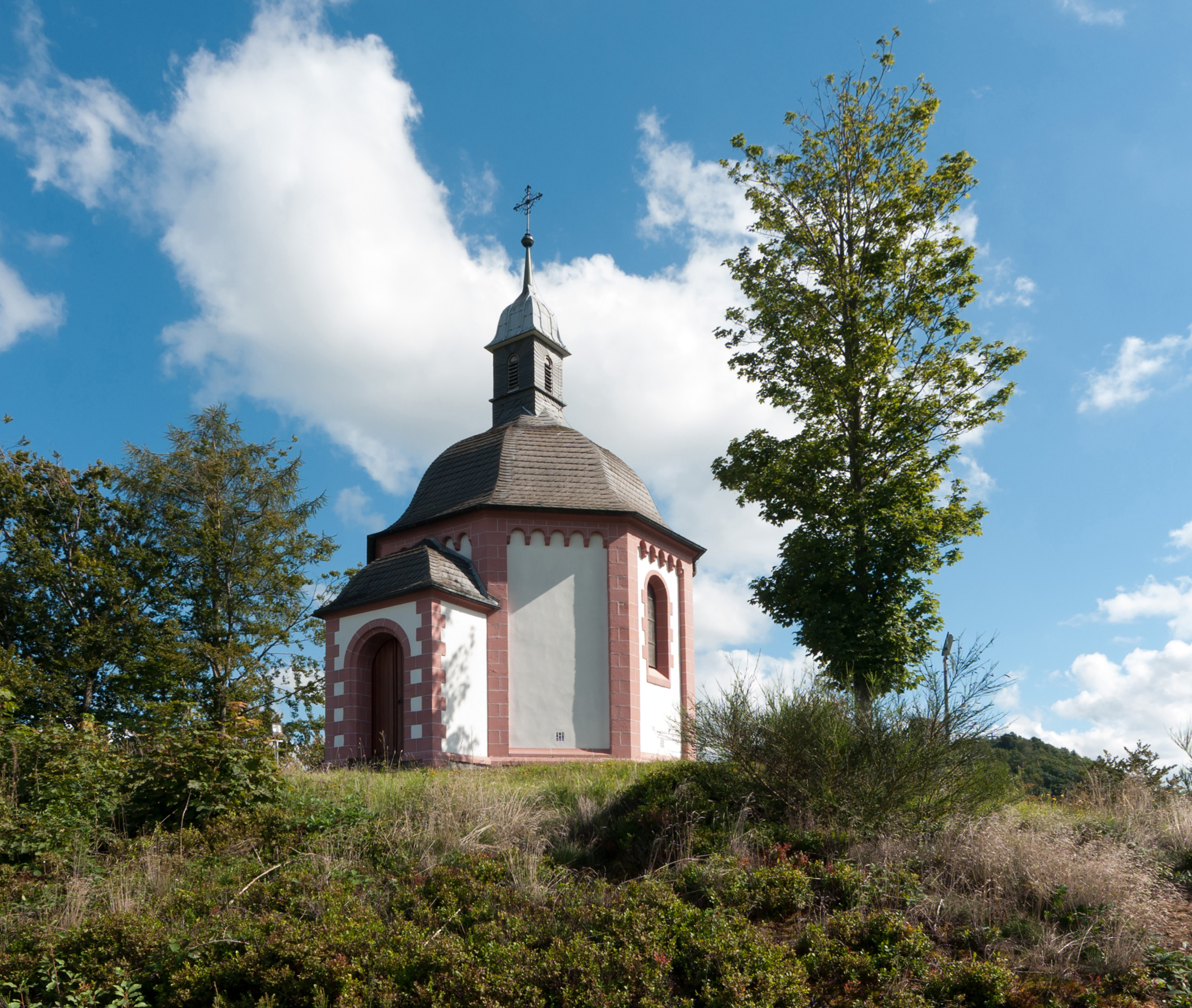
Kapelle Leiden Christi
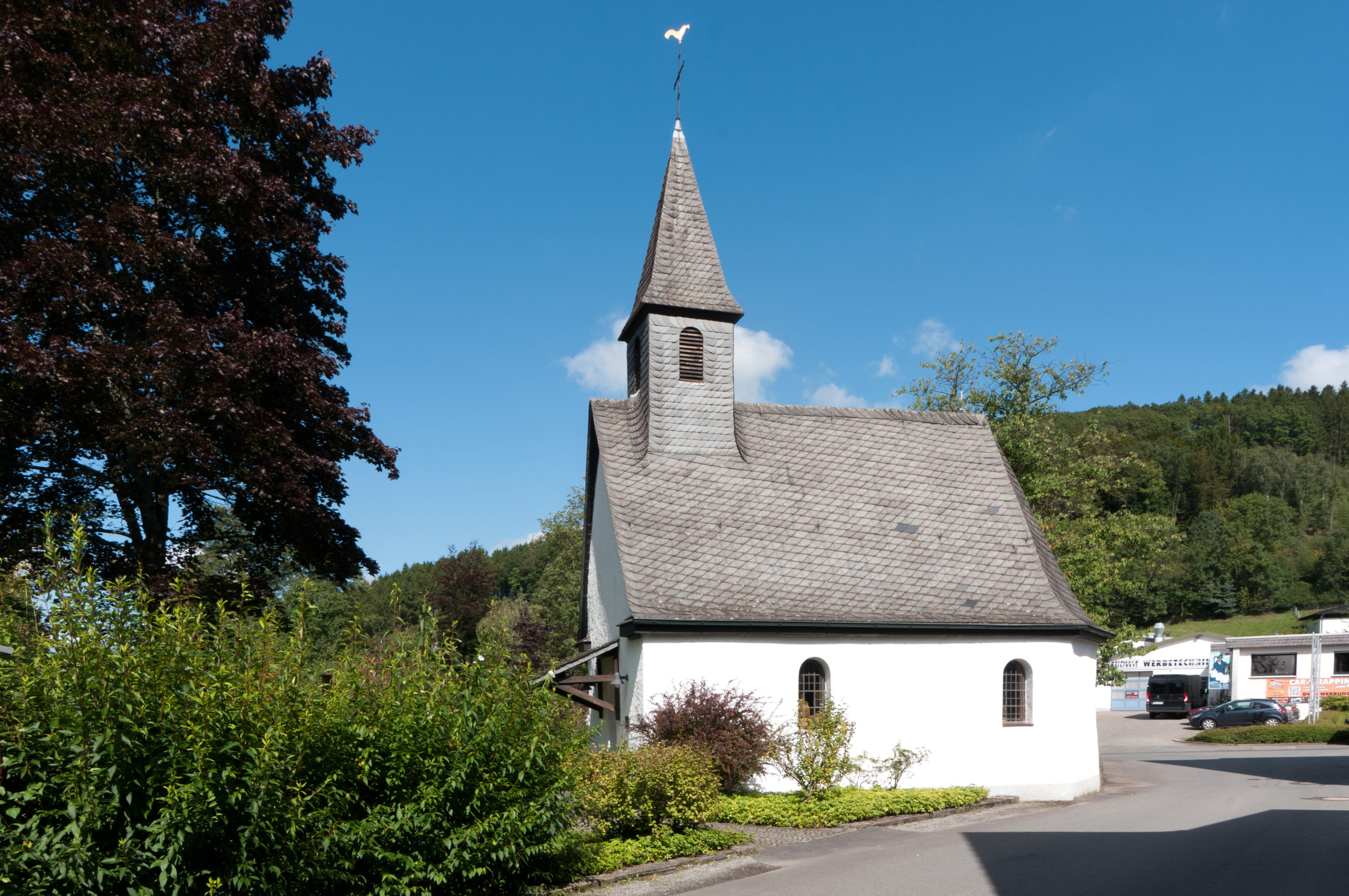
St. Martin Dörnholthausen
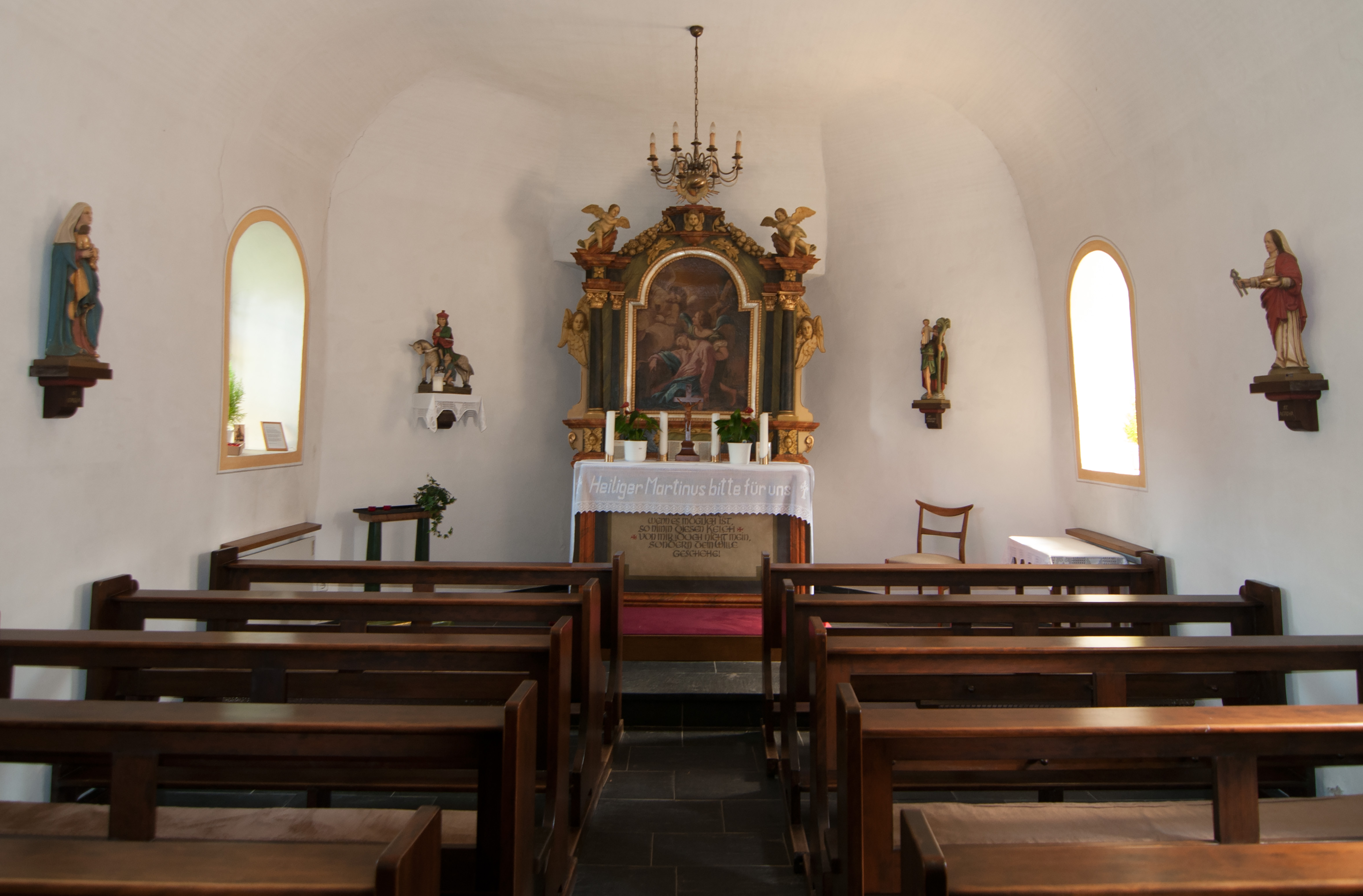
St. Martin Innenraum

## Sonstiges
- Die Buslinie R21 der Busverkehr Ruhr-Sieg GmbH (BRS) stellt den öffentlichen Personennahverkehr sicher.
- 1987 und 2000 gewann Stockum die Silbermedaille und 2003 sogar die Goldmedaille im Landeswettbewerb Unser Dorf soll schöner werden.